# Storbron, Sundsvall
Storbron är en balkbro under uppförande i betong med stålpelare, som utgör Skolhusalléns sträckning över Selångersån och Ågatan i Stenstan. Den ersätter den äldre bron med samma namn och öppnades för trafik den 8 november 2020.

## Tidigare broar

### Storbron (1936-2019)
Den senast föregående Storbron var en balkbro i betong som byggdes 1935 och revs 2019.